# Sin jež
Sin jež je literarni lik iz istoimenske slovenske ljudske pravljice (iz okolice Martinj Vrha). Prvi jo je zapisal Janez Tušek, prvič  pa je izšla leta 1859 v knjigi Slovenske ljudske pravljice.

## O pravljici

### Vsebina
Mati je sina uročila, tako da je postal jež. Sin – jež - se je odločil, da bo šel po svetu. Prišel je k nekemu kmetu in ga poprosil, naj mu dovoli gnati prašiče na pašo. Obljubil mu je, da jih bo vsako leto prignal nazaj domov. Če mu jih bo kmet dal sto, bo nazaj prignal sto prašičev več. Kmet je najprej dvomil v to, da je jež primeren za pastirja, vendar mu jih je po dolgem prigovarjanju le dal. Med letom, ko je jež pasel prašiče, je v gozd prišel mož, ki se je izgubil. Zagledal je svinje brez pastirja. Zdelo se mu je čudno, zato je naglas povprašal po pastirju. Izza štora se je oglasil jež in možu pokazal pot. Drugo leto se je mož zopet izgubil v gozdu in prišel do kraja, kjer je zagledal svinje brez pastirja. Spet je povprašal po pastirju, izza štora se je prikazal jež, ki mu je nato pokazal pot. Vsako leto je jež gnal svinje domov. Sto jih je gnal past in dvesto jih je prignal nazaj. Tretje leto je zopet v gozd prišel mož, ki se je ponovno izgubil. Jež mu je tudi tokrat pokazal pot iz gozda. Med potjo je mož vprašal ježka, kaj želi za to, ker mu vsako leto pomaga iz gozda. 
Jež je dejal, da si želi eno izmed njegovih hčera, mož mu jo je obljubil ter odšel domov. Doma je svojim trem hčeram povedal za obljubo in hčere so bile pripravljene ježa omožiti, saj so mislile, da gre za priimek jež in ne žival. Jež je domov prignal svinje in kmet mu je dal plačilo za vsa tri leta. Nato je jež dejal kmetu, naj se gre z njim ženit. Kmet je bil je bil prepričan, da ježa ne bo nobena hotela omožiti. Jež pa o tem ni hotel ničesar slišati. S konjem, ki ga je jezdil kmet, in s petelinom, na katerem je sedel jež, sta odšla proti hiši, kjer se je slednji želel ženiti. Ko so hčere videle, da je prišel dan, ko bodo morale izpolniti obljubo, so bile zelo hude. V hišo sta nato stopila jež in kmet ter povprašala, katera od teh treh hčera se je pripravljena omožiti z ježem. Prva, najstarejša hči, je dejala, da si raje prereže vrat, kot pa da vzame ježa za moža. Druga je dejala, da raje skoči v vodo, kot pa da se oženi z ježem. Tretja, najmlajša hči, pa je pristala na poroko.
Nato so odšli k poroki. Ko so prispeli do obzidja, je jež dejal, da naj gredo kar dalje, da sam pride za njimi, saj mora malo na pokopališče. Jež je izginil za zidom, od druge strani pa je prišel tako lep mladenič, da ga ni bilo lepšega. Drugima dvema sestrama je bilo tako žal, da si je najstarejša prerezala vrat, srednja pa skočila v vodo.
Jež je nato nevesto odpeljal na svoj dom, kjer je bival prej. Bila sta bogata in sta dolgo živela, njuni otroci pa morda žive še danes.

### Analiza
Ljudska pravljica ima nekaj značilnosti pravljičnih elementov:  
- (avtor ni imenovan)
- Književni čas ni natančno določen, vendar se zgodi v treh letih.
- Književni prostor: gozd
- Pripovedovalec: tretjeosebni ali vseveden
- Uporabljeno je pravljično število: tri (tri leta, tri hčere).
- Glavna oseba: Sin jež
- Stranske osebe: mati, kmet, tri hčerke in mož
- Vsi liki so tipi (nobena od oseb nima imena)
- V pravljici se pojavijo nenavadni dogodki (mati uroči sina in sin postane jež; ko se odpravljajo k poroki, jež izgine za obzidjem pokopališča, iz druge strani pa pride lep mladenič).
- Srečen konec: jež in nevesta sta bila bogata ter sta dolgo živela
- Kazen za prevzetnost: starejša hči si prereže vrat, srednja pa skoči v vodo

## Predstavitev literarnega lika
Sin jež je glavna oseba v pravljici. Jež je postal, ker ga je mati uročila. Odšel je po svetu in pri nekem kmetu izprosil, da je lahko pasel prašiče v gozdu. Nekega dne se je v gozdu izgubil mož. Jež mu je pokazal pot do doma. Ko je možu že v tretje pokazal pot se mu je mož želel odkupiti, zato ga povpraša, kaj si jež želi. Ta si zaželi eno od njegovih hčera. Ko se gre ženit jezdi na petelinu. Nobena od starejših dveh sester ga ni hotela za moža. Na koncu se oženi z najmlajšo. Ko se peljejo k poroki, jež poprosi naj gredo dalje, on pa odide za obzidje pokopališča. Iz druge strani pa pride postaven mladenič. Par se poroči in živi do konca dni.

## Motivno-tematske povezave
- V pravljici se pojavlja motiv gozda (sin jež v gozdu pase prašiče). Gozd simbolizira kraj, kjer se soočimo z notranjimi problemi, z vprašanjem kdo smo in kaj želimo biti. Motiv neprehodnega gozda v katerem se izgubimo pa predstavlja naš nezavedni svet, v katerem se ne znajdemo. In ko le najdemo pot iz njega, to pomeni, da smo poiskali svoj osebni jaz (v gozdu se izgubi mož, ki pa mu jež pokaže pot). Ta motiv je prisoten pri pravljicah: Janko in Metka, Rdeča Kapica, Janček Ježek, Pastorka in bela žena, Sneguljčica itd.
- Sin jež predstavlja tudi motiv živalskega ženina, ki je zelo pogost pravljični motiv. Clarissa Pinkola Estes je dejala, da živalski ženin predstavlja »zlonamerno bitje«, ki se skriva za dobronamernim videzom. Ta motiv je prisoten v številnih pravljicah kot so: Ježek Janček, Pravljica o žabi, Žabji kralj itd.
- Motiv poroke med človeškim in nečloveškim bitjem je v ljudskih pravljicah velikokrat prisoten. Pri porokah med človeškim in nečloveškim bitjem gre vedno za sprejetje (naklonjenost, dobrosrčnost) nečloveškega bitja s človeške strani. Šele takrat je izpolnjen pogoj, da se nečloveško bitje lahko spremeni v človeka (lepega mladeniča). Ta motiv je prisoten v mnogih pravljicah, npr.: Lepotica in zver, Janček ježek, Žabji kralj, S kačo se je oženil itd.

## Izdaje
- Slovenske narodne pravljice (1965). Ljubljana. Mladinska knjiga
- Slovenske narodne pravljice (1981). Ljubljana. Mladinska knjiga
- Slovenske narodne pravljice (1989). Ljubljana. Mladinska knjiga
- Slovenske narodne pravljice (1997). Ljubljana. Mladinska knjiga
- Slovenske narodne pravljice (2000). Ljubljana. Mladinska knjiga
- Slovenske narodne pravljice (2004). Ljubljana. Mladinska knjiga